# Khâu Đà La

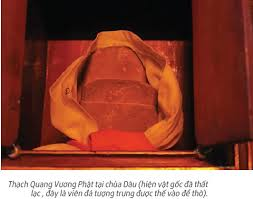
Đá Thạch Quang Vương Phật thờ ở Chùa Dâu, gắn với Khâu Đà La đại sư.

Khâu Đà La (tiếng Phạn: Kaundinya) là một nhân vật trong truyền thuyết Việt Nam. Ông được mô tả như một nhà sư có liên quan đến truyền thuyết về Tứ Pháp và chùa Dâu, trung tâm Phật giáo cổ xưa nhất của Việt Nam.

## Mô tả
Sách Lĩnh Nam chích quái, truyện Man Nương chép:
| “ | Thời Hán Hiến Đế, quan Thái thú là Sĩ Nhiếp đóng đô thành ở bờ phía nam sông Bình Giang (nay là sông Thiên Đức). Phía Nam thành đó có chùa thờ Phật là chùa Phúc Nghiêm, có vị sư từ phương Tây đến, hiệu là Già La Đồ Lê trụ trì ở đấy, có phép đứng một chân, mọi người đều kính phục gọi là tôn sư, kéo nhau tới học đạo. | ” |

Già La Đồ Lê (伽羅闍梨) là tu sĩ từ Thiên Trúc mang đạo Phật truyền sang Việt Nam khi đó là Giao Châu thuộc nhà Hán. Ông xuất thân từ giai cấp cao quý dòng dõi Bà La Môn(là 1 trong 4 giai cấp của Ấn Độ).
Cùng đi với sư còn có đại sư Ma Ha Kỳ Vực (Mahajivaka) các nhân vật Phật giáo cùng thời đại có Mâu Tử, Chi Cương Lương.
Sư sang Giao Châu vào thời Hán Linh Đế (169-187 sau CN), lúc đo thái thú là Sĩ Nhiếp, ban đầu ông đến vùng Phật Tích, Chùa Nành ở Ninh Hiệp, Gia Lâm, Hà Nội cũng ghi dấu của ông trước cả khi ông về Đô Phủ Luy Lâu. Ở vùng kẻ Nành, sư sang cầm lá phan trắng đi hóa duyên, đêm về nghỉ trên phiến đá dưới gốc đa đầu làng, chỗ đó sau gọi là "Thạch Sàng ", sư dựng thảo am trên gò đầu làng, sau thành chùa Nành ngày nay.
Tại Luy Lâu có cư sĩ tên là Tu Định, hâm mộ đạo Phật nên thỉnh sư về đó giảng đạo.

## Truyền thuyết Tứ Pháp Luy Lâu
Sư tu ở Luy Lâu, Tu Định có người con gái tên là A Man (Man nương) chuyên cần chấp tác, một hôm ngủ quên ở bậu cửa, Sư vô tình bước qua người. Man Nương vô tình rung động tự hoài thai, Tu Định báo cho sư, sư bảo đừng lo đó là con của Phật sau này tất có ích cho tất cả mọi người,sau 14 tháng sinh ra 1 đứa bé nhằm ngày 8/4 âm lịch, khắp nhà tỏa hương thơm ngát.
Man nương đem đứa bẻ trả cho sư, sư nhận lấy không ngại ngùng, đem vào núi Phật Tích, Cây dung thụ tự động mở ra đón nhận đứa bé. Sư cho Man nương 1 cây gây thần có khả năng tìm ra nguồn nước giúp dân.
Đến một năm, mưa gió làm đổ cây dung thụ, cây theo sông Dâu trôi về cửa thành Luy Lâu, dân ra với không được, chỉ có Man Nương dùng dải yếm buộc vào lôi lên bờ.
Sĩ Nhiếp cho tạc cây gỗ làm 4 pho tượng Phật Pháp:
- Tạc xong pho thứ nhất thì trời hiện mây ngũ sắc nên đặt tên tượng là Pháp Vân
- Tạc xong pho thứ hai thì trời đổ mưa nên đặt tên tượng là Pháp Vũ
- Tạc xong pho thứ ba thì trời nổi sấm ầm ầm nên đặt tên tượng là Pháp Lôi
- Tạc xong pho thứ tư thì trời nổi sét nên đặt tên tượng là Pháp Điện.

4 pho tượng sau được chia về 4 chùa của Luy Lâu gồm: Thiền Định, Thành Đạo, Phi Tướng, Trí Quả, tên nôm là: Dâu, Đậu, Tướng, Dàn. Cả bốn đều rất linh ứng cầu mưa cầu tạnh, tiếng đồn vang khắp nước, vang đến tận Trung Quốc ở phương Bắc.
Lại nói, khi tạc tượng thì thấy giữa cây có hòn đá, thợ mộc ném xuống nước thì phát sáng, Pho Pháp Vân không ai khiêng đi được nên mọi người nghĩ phải vớt hòn đá lên thì tượng mới đi, nhưng không ai mò được, Man Nương ra hỏi "có phải con mẹ thì vào đây" đá nhảy lên lòng nàng.
Tảng đá đó sau được thờ với tên Thạch Quang Vương Phật.
Khâu đà La hiện được thờ tại chùa Tổ, Phúc Nghiêm tự ở Mãn Xá, Thuận Thành cùng với Man Nương, Tu Định và vợ.